# 違星北斗
違星 北斗（いぼし ほくと、男性、1901年（明治34年） - 1929年（昭和4年）1月26日）はアイヌの歌人・社会運動家。
アイヌ民族の地位向上のための運動に一生を捧げ、その思想を新聞や雑誌に短歌の形で発表して、同時代のアイヌの青年たちに影響を与えた。また道内のアイヌコタンを廻って、まずアイヌ自身が自覚し、団結することが必要であると説いた。
バチェラー八重子、森竹竹市と並ぶ、「アイヌ三大歌人」の一人。「アイヌの啄木」と称されることもある。著作に『違星北斗遺稿 コタン』（昭和5年・希望社出版部、現在は草風館より復刊）、『違星北斗歌集　アイヌと云ふ新しくよい概念を』（角川ソフィア文庫）がある。

## 生涯

### 少年時代
違星北斗は1901年（明治34年）、北海道後志支庁余市町大川町1丁目に、父甚作と母ハルの間の三男として生まれる。
戸籍上の名は、違星 瀧次郎（たきじろう）だが、本来は竹次郎とつけられるはずだった。代書人に口頭で頼んだところ、「タキジロウ」と聞き取られてしまって、そのまま登録されてしまったという。親しい者は竹次郎、タケと呼び、本人は瀧次郎・竹次郎の両方を使っている（竹二郎とも書いた）。
父・甚作は漁業（ニシン漁）を生業とし、また熊取りの名人であった。祖父・万次郎は明治5年、東京芝増上寺境内に設置された開拓使仮学校付属の「土人教育所」に留学した1人であった。成績優秀で、東京に残って開拓使の吏員となったという。この万次郎はアイヌとしては最も早い時期に名字を名乗ることを許された一人で、父祖伝来のイカシシロシ（父系に伝わる家紋）である「※」（正確には「※」の左右の点はない）から、「違星」と書いて「チガイボシ」という姓を作ったが、読み慣らされて「イボシ」と呼ばれるようになったという（「チガイ」は家紋の用語で「交差」を意味し、ホシは「●」を意味する）。
北斗は幼い頃はガキ大将だったが、尋常小学校に上がると、アイヌであることを理由に、和人の同級生からさかんに差別を受けるようになり、次第に和人への反抗心を募らせてゆくようになった。
1908年（明治41年）、教育熱心だった母ハルの方針で、当時のアイヌの子弟の多くが通った4年生までの「旧土人学校」ではなく、和人の通う6年の大川尋常小学校に入学したが、全校児童のうち数名しかアイヌが居ず、そのために激しい差別を受けた。5年生の時にその母の死に接し、高等小学校への進学を断念して、1914年（大正3年）の卒業とともに働くようになる。家業の漁業の手伝いのほか、林業や農業などの出稼ぎ労働に従事するが、社会においても、アイヌが受ける差別的待遇は変わらなかった。北斗は道内各地を転々とし、15歳頃、夕張で木材人夫になり、その後、石狩のニシン漁場、鉱山などで働いた。

### 青年時代
過酷な労働と、差別待遇への苦悩のためか、生来病弱であった北斗は17歳の時に重病に倒れ、その頃から思想的な方面に興味を持つようになる。同じ頃、「北海タイムス」に掲載されたアイヌを侮蔑した短歌二首を見て、和人に対してさらなる反抗心を燃やすようになった。しかし、ある会合で同席した和人の校長にかけてもらった言葉に衝撃を受ける。何気ない心遣いだったが、北斗は感激し、それまで血も涙もないと思っていた和人に対する認識を一変する。
小学校の恩師であった奈良直弥の影響で修養思想に興味を持ち、青年団の活動に参加したりと、むしろ積極的に和人の中に入って学び、「アイヌも、アイヌとしての自覚を持った上で、同じ日本臣民として、和人に伍して劣らない立派な人間、社会に役立つ人間にならなければならない」といった考えを持つようになってゆく。1922年（大正11年）に徴兵検査で合格、翌1923年7月に陸軍旭川第7師団に輜重輸卒として入隊したが、病気のためか1か月ほどで除隊した。
この頃から、北斗は恩師奈良直弥の指導の元、幼なじみの中里凸天ら余市コタンの若者たちとともにアイヌ青年の修養団体である「茶話笑学会」（「笑楽会」と書く資料もある）を結成し、勉強会や機関誌「茶話誌」の発行など、意識向上のための活動を始める。また奈良の紹介で西川光次郎が主宰していた修養雑誌「自働道話」の熱心な読者となり、その縁で北海道に訪れた西川光次郎と出会う。
奈良直弥や、そのころ余市の小学校に赴任してきた訓導の古田謙二（冬草）の影響で俳句を作りはじめ、余市の句会に参加し、東京の句誌「にひはり」に投稿を始めたのも、この頃である。

### 東京での生活
1925年（大正14年）2月、西川光次郎の斡旋で、東京府市場協会の事務員の職を得た北斗は念願の上京を果たす。市場協会は、公設市場を経営しており、市場協会の事務所は四谷区三光町（現在の新宿5丁目、新宿ゴールデン街や花園神社の界隈）にあった。上京に際しては、北海道の余市町から西川の住んでいた東京の阿佐ヶ谷まで（汽車で丸二日かかる）を、牛乳を一杯飲んだきりで来たといい、西川の妻・文子を驚かせている。
上京後すぐに金田一京助を訪ねた北斗は、金田一より「アイヌ神謡集」を遺して19歳で死んだアイヌの少女知里幸恵とのことを聞いて衝撃を受ける。北斗はその著書の中に描かれたアイヌの失われた楽園、理想郷としての北海道の姿に感銘を受け、そのビジョンは以後の作品や思想に多大な影響を及ぼした。
また、英国聖公会の宣教師ジョン・バチラーの養女で北斗と同じくアイヌの歌人として知られるバチラー八重子や、知里幸恵の弟である知里真志保など後に親交を結ぶ同族のことを聞いたのも金田一の話を通じてであった。
その後、北斗は金田一の関係する「東京アイヌ学会」に招かれ、民俗学の中山太郎、沖縄学の伊波普猷をはじめとする、そうそうたる学者たちの前で講演をしている。この金田一の人脈から、松宮春一郎、山中峯太郎といった出版人や作家との交流もはじまった。
また、西川光次郎の修養雑誌「自働道話」の活動に深く関わる一方、当時影響力を持っていた社会運動団体「希望社」の後藤静香や、田中智学の主宰する日蓮系の仏教団体「国柱会」を訪ねて思想や宗教に対しての考察を深めていった。
このように、東京時代の北斗は、市場協会での仕事の傍ら、名士や著名人との出会いに恵まれ、学会や講演会などにも参加して知識と経験を得ただけでなく、北海道では絶えず逃れられなかった差別への苦しみからも解放されて、安穏として充実した毎日を送っていた。
だが、そんな幸福な日々は長くは続かなかった。アイヌであるという理由だけで郷里では差別されて続けてきた自分が今は逆にアイヌだからという理由だけでちやほやされていることに気づき、北斗は苦悩の末に一つの決断をする。今の幸せは本当の幸せではない、このまま人々の親切の中に甘えていてはならないと一年半過ごした幸福な東京を後にし、アイヌの復興はアイヌの手でやらねばならないと、今も貧困や差別に苦しんでいる多くの同族を救うために北斗は故郷北海道へと戻ること決意をしたのだった。

### 幌別・平取時代
1926年（大正15年）7月5日、北斗は上野駅から夜行列車に乗り込み、多くの人々に見送られて東京を後にした。7月7日には幌別（登別）に到着する。最初に向かったのはバチラー八重子のいた聖公会の幌別教会であった。幌別には数日寄宿し、知里幸恵の家を訪ね、知里真志保と会った。
北斗は白老など近隣のコタンを廻った後、7月14日にはアイヌ文化の習得を目的として、平取に入っている。平取では希望社の後藤静香が支援し、ジョン・バチラーの経営する幼稚園を手伝った。しかし、北斗がいる時に後藤が幼稚園への援助を打ち切るなどのトラブルがあり、双方をよく知る北斗は板挟みになって苦しんでいる。
土建業などの日雇い労働をしながら、日高のコタンを廻って「自働道話」誌を配り、同族と語り合い、啓蒙活動を続けた。この頃出会った人物としては、長知内でアイヌ児童の教育に尽力した奈良農夫也や、二風谷の指導者であった二谷国松などがある。
この頃、西川光次郎の妻西川文子が主宰する「子供の道話」にアイヌの昔話を投稿している。また、北海道に戻ってからは、俳句ではなく、盛んに短歌を作るようになる。

### 余市時代
1927年（昭和2年）2月、兄・梅太郎の子が病死したため、故郷の余市に戻る。そのまま実家でニシン漁を手伝うが不漁の上、再び病を得て、余市で療養することとなる。この時期に幼なじみの中里凸天とともにガリ版刷り同人誌『コタン』を作り（8月完成）、また、余市の遺跡調査や古老への聞き取り調査などを行う。
10月3日、並木凡平に認められ『小樽新聞』に初めて短歌が掲載され、以後継続的に短歌や随筆、研究などが掲載される。11月3日には余市の歌会に出席し、並木凡平・稲畑笑治ら小樽の歌人たちと対面。賞賛をもって迎えられ、彼らと親交を結ぶようになる。彼らが中心となって創刊された『新短歌時代』にも参加し、多くの作品を掲載している。
同年12月から翌1月にかけて、『小樽新聞』に「疑ふべきフゴツペの遺跡」を連載。余市のフゴッペで見つかった古代文字らしき壁画と石偶について、小樽高商（現小樽商大）の西田彰三の「アイヌのものである」という意見に対して「アイヌのものではない、ニセモノではないか」と異議をとなえた。後に北斗、バチラー八重子と並んで、アイヌ3大歌人に数えられることになる白老の森竹竹市は、この連載により北斗のことを知り、大いに感動して、のちに親交を結ぶようになる。

### 行商期
1927年（昭和2年）の末より、北斗はガッチャキ（痔）の薬の行商人として北海道各地のアイヌコタンを廻る。それはあくまで同族の人々にアイヌの地位向上のために自覚と団結、修養が必要であると説いて廻るためであった。小樽・千歳・室蘭・白老・幌別を巡り、室蘭では「民族学研究家」として迎えられ、白老では森竹竹市と対面、幌別では知里真志保と再会している。
このような動きは北斗だけで行っていたわけではなく、それに共鳴した鵡川の辺泥和郎が上川から天塩を、十勝の吉田菊太郎も同様に道東を廻っていたといい、北斗らはこれを「アイヌ一貫同志会」と呼んでいたというが、この会がどのようなものであったのかはわかっていない。
1928年（昭和3年）の春に一旦余市に戻った北斗は、資金を集めるために実家のニシン漁を手伝う。
歌人としては、毎週のように『小樽新聞』に短歌が掲載され4月には札幌・雫詩社の歌誌『志づく』が「違星北斗歌集」の特集を組むなど、注目されつつあった。この『志づく』は雑誌の特集とはいえ、生前に出版されたある程度まとまった歌集としては、唯一のものである。

### 闘病期
このように、歌人としての北斗には順風が吹きつつあったが、漁場の厳しい労働が、再び北斗の身体をむしばみ始める。1928年（昭和3年）4月25日、北斗は喀血し、余市の兄の家で闘病生活に入る。結核である。彼は希望を捨てず、病床で『北斗帖』という自選の歌集をまとめた。また闘病の短歌を作り『小樽新聞』等に送り続けた。郷土研究者でもあった医師、山岸礼三による治療が続いたが、徐々に病魔は彼の心と身体を弱らせてゆき、明くる1929年（昭和4年）1月26日午前9時、帰らぬ人となった。満27歳（数え29歳）であった。 
辞世は、次の3首であった。

### 死後
北斗が東京時代から私淑していた後藤静香は、その死を悲しみ、遺稿集の出版を計画する。北斗と親交のあった俳人で余市小学校訓導の古田謙二（冬草）が北斗の枕元のボストンバッグに入っていた遺稿を整理して希望社に送り、編集には宗近真澄と岩埼吉勝があたった。北斗の死の1年後の1930年（昭和5年）5月に『違星北斗遺稿　コタン』が希望社から発行された。
その翌年、1931年（昭和6年）7月には初めての北海道アイヌの統一組織である「北海道アイヌ協会」が設立されるが、その主要メンバーの中には北斗の影響を受けた者が多く含まれていたことからも、北斗が生涯を賭けた運動が及ぼした影響は、決して小さなものではなかったといえる。
違星北斗のことは、長らく忘れ去られていたが、1954年（昭和29年）に木呂子敏彦が北斗ゆかりの人々とともに「違星北斗の会」を結成して、違星北斗の資料の収集と顕彰を行い、記念碑の建設やラジオドラマなどの実現に力を尽した。1959年（昭和34年）には湯本喜作が著作『アイヌの歌人』でバチラー八重子・森竹竹市とともに紹介。1972年（昭和47年）には新人物往来社『近代民衆の記録5アイヌ』に『コタン』が収録され、立風書房の『北海道文学全集』11巻に「コタン」が収録される。
1978年（昭和43年）11月、平取町立二風谷小学校の校庭に北斗の歌碑が建てられ、金田一京助の筆による2首が刻まれた。
1984年（昭和59年）には草風館より遺稿『コタン』の再刊が実現。さらに2021年（令和3年）には角川ソフィア文庫から遺稿集『違星北斗歌集　アイヌと云ふ新しくよい概念を』が出版され、北斗の作品の入手がより容易になった。

## 著作
- 『コタン 違星北斗遺稿』希望社出版部、1930年5月。全国書誌番号:54013530。
  - 谷川健一 編「コタン」『アイヌ』新人物往来社〈近代民衆の記録 5〉、1972年6月。全国書誌番号:73022528。
  - 「コタン」『アイヌ民族の魂』立風書房〈北海道文学全集 第11巻〉、1980年11月。全国書誌番号:81010750。
  - 小笠原克 編「コタン抄」『日本文学の中の《北海道》』立風書房、1983年7月。全国書誌番号:86043387。
  - 『コタン 違星北斗遺稿』草風館、1984年1月。全国書誌番号:84055028。
  - 『コタン 違星北斗遺稿』（増補版）草風館、1995年3月。ISBN 9784883230761。全国書誌番号:96013495。
- 川村湊 編「私の短歌・俳句」『現代アイヌ文学作品選』講談社〈講談社文芸文庫〉、2010年3月。ISBN 9784062900799。全国書誌番号:21734025。
- 大和岩雄「北斗帖」『民衆史の遺産』 第13巻 アイヌ、大和書房、2018年7月。全国書誌番号:23071964。
- 『違星北斗歌集　アイヌと云ふ新しくよい概念を』KADOKAWA〈角川ソフィア文庫〉、2021年6月。ISBN 9784044006259。全国書誌番号:34212982。